# David Kitay
David Kitay (Los Angeles, 23 ottobre 1961) è un compositore statunitense.

## Filmografia parziale

### Cinema
- Senti chi parla (Look Who's Talking), regia di Amy Heckerling (1989)
- Suore in fuga (Nuns on the Run), regia di Jonathan Lynn (1990)
- Senti chi parla 2 (Look Who's Talking Too), regia di Amy Heckerling (1990)
- Piccola peste torna a far danni (Problem Child 2), regia di Brian Levant (1991)
- Autostrada per l'inferno (Highway to Hell), regia di Ate de Jong (1991)
- Guerrieri del surf (Surf Ninjas), regia di Neal Israel (1993)
- The Stöned Age, regia di James Melkonian (1994)
- Ragazze a Beverly Hills (Clueless), regia di Amy Heckerling (1995)
- Giovani, pazzi e svitati (Can't Hardly Wait), regia di Harry Elfont e Deborah Kaplan (1998)
- A Night at the Roxbury, regia di John Fortenberry (1998)
- Scary Movie, regia di Keenen Ivory Wayans (2000)
- American School (Loser), regia di Amy Heckerling (2000)
- Fatti, strafatti e strafighe (Dude, Where's My Car?), regia di Danny Leiner (2000)
- I gattoni (Tomcats), regia di Gregory Poirier (2001)
- Ghost World, regia di Terry Zwigoff (2001)
- The Stickup - Il colpo perfetto (The Stickup), regia di Rowdy Herrington (2002)
- Contratto d'amore (How to Deal), regia di Clare Kilner (2003)
- I Witness - La verità uccide (I Witness), regia di Rowdy Herrington (2003)
- Babbo bastardo (Bad Santa), regia di Terry Zwigoff (2003)
- American Trip - Il primo viaggio non si scorda mai (Harold & Kumar Go to White Castle), regia di Danny Leiner (2004)
- Se ti investo mi sposi? (Elvis Has Left the Building), regia di Joel Zwick (2004)
- Art School Confidential - I segreti della scuola d'arte (Art School Confidential), regia di Terry Zwigoff (2006)
- The Darwin Awards - Suicidi accidentali per menti poco evolute (The Darwin Awards), regia di Finn Taylor (2006)
- Hot Movie - Un film con il lubrificante (Date Movie), regia di Aaron Seltzer (2006)
- Relative Strangers - Aiuto! sono arrivati i miei (Relative Strangers), regia di Greg Glienna (2006)
- Caffeine, regia di John Cosgrove (2006)
- Smiley Face, regia di Gregg Araki (2007)
- Perché te lo dice mamma (Because I Said So), regia di Michael Lehmann (2007)
- La sposa fantasma (Over Her Dead Body), regia di Jeff Lowell (2008)
- Wieners - Un viaggio da sballo (Wieners), regia di Mark Steilen (2008)
- My Sassy Girl, regia di Yann Samuell (2008)
- Vamps, regia di Amy Heckerling (2012)

### Televisione
- Teen Wolf - serie TV d'animazione, 21 episodi (1986-1987)
- Capitan Dick (Spiral Zone) - serie TV d'animazione, 65 episodi (1987)
- I racconti della cripta (Tales from the Crypt) - serie TV, 2 episodi (1990)
- Innamorati pazzi (Mad About You) - serie TV, 158 episodi (1992-1999)
- Ragazze a Beverly Hills (Clueless) - serie TV, 62 episodi (1996-1999)
- Attenti al volpino (Hounded) - film TV, regia di Neal Israel (2001)
- Cadet Kelly - Una ribelle in uniforme (Cadet Kelly) - film TV, regia di Larry Shaw (2002)
- Attenzione: fantasmi in transito (The Scream Team) - film TV, regia di Stuart Gillard (2002)
- Miss Match - serie TV, 8 episodi (2003)
- Eddie e la gara di cucina (Eddie's Million Dollar Cook-Off) - film TV, regia di Paul Hoen (2003)
- Una star in periferia (Stuck in the Suburbs) - film TV, regia di Savage Steve Holland (2004)
- Cashmere Mafia - serie TV, 3 episodi (2008)
- Camp Rock - film TV, regia di Matthew Diamond (2008)
- Holiday Heist - Mamma, ho visto un fantasma (Home Alone: The Holiday Heist) - film TV, regia di Peter Hewitt (2012)

## Premi
- BMI Film & TV Award
  - vinto nel 1998 per Innamorati pazzi, in collaborazione con Paul Reiser.[1]
  - vinto nel 2001 per Scary Movie.[2]